# Brenon
Brenon település Franciaországban, Var megyében. Lakosainak száma 21 fő (2022. január 1.). Brenon Castellane, Bargème, Le Bourguet, Châteauvieux, Comps-sur-Artuby és La Martre községekkel határos.

## Népesség
A település népességének változása:
| Lakosok száma | 26   | 30   | 31   | 29   | 27   | 25   | 23   | 22   | 21   |
|               | 2013 | 2015 | 2016 | 2017 | 2018 | 2019 | 2020 | 2021 | 2022 |